# Taman Baru (Penengahan)
Taman Baru is een bestuurslaag in het regentschap Lampung Selatan van de provincie Lampung, Indonesië. Taman Baru telt 839 inwoners (volkstelling 2010).